# Губичі (Чернігівський район)
Гу́бичі — село в Україні, у Любецькій селищній громаді Чернігівського району Чернігівської області. Населення становить 269 осіб. До 2020 орган місцевого самоврядування — Губицька сільська рада, якій також підпорядковані села: Гуньківка, Лісківка, Миси, Редьківка, Шкуранка.

## Історія
12 червня 2020 року, відповідно до розпорядження Кабінету Міністрів України № 730-р «Про визначення адміністративних центрів та затвердження територій територіальних громад Чернігівської області», увійшло до складу Любецької селищної громади.
19 липня 2020 року, в результаті адміністративно - територіальної реформи та ліквідації Ріпкинського району, село увійшло до складу Чернігівського району Чернігівської області.

## Інфраструктура
В селі розташована Губицька сільрада, магазин і ФАП. Школа зачинена, дітей возять до Любеча.
В селі немає телефонного зв'язку і мовлення. Місцеві мешканці ставлять супутникові тарілки, щоб дивитися українське телебачення або дивляться білоруське телебачення і слухають білоруське радіо.

## Відомі люди
В селі народився український кінорежисер-документаліст Дніпровський Анатолій Павлович.

## Галерея

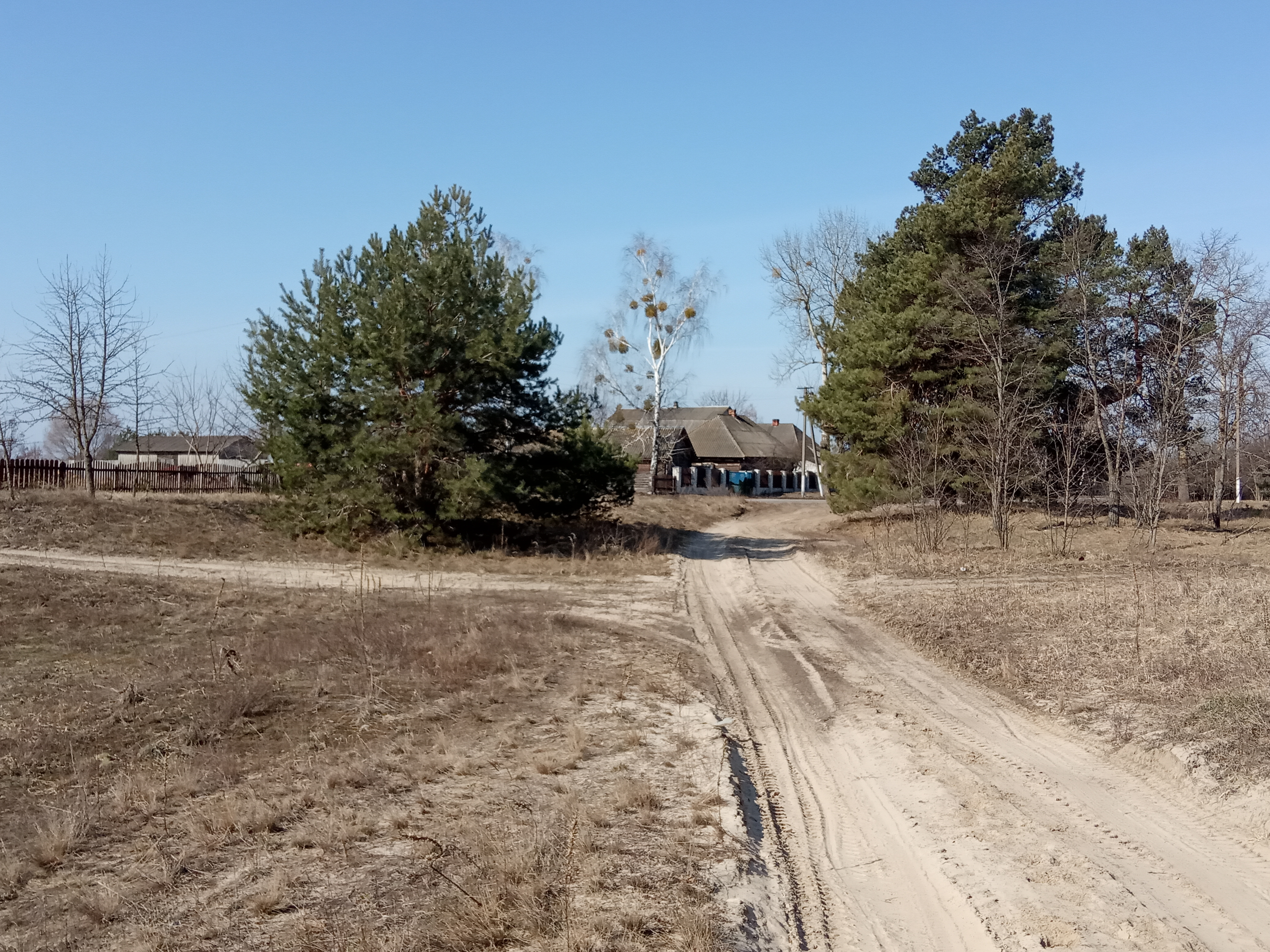
Дорога до села із Левичівки
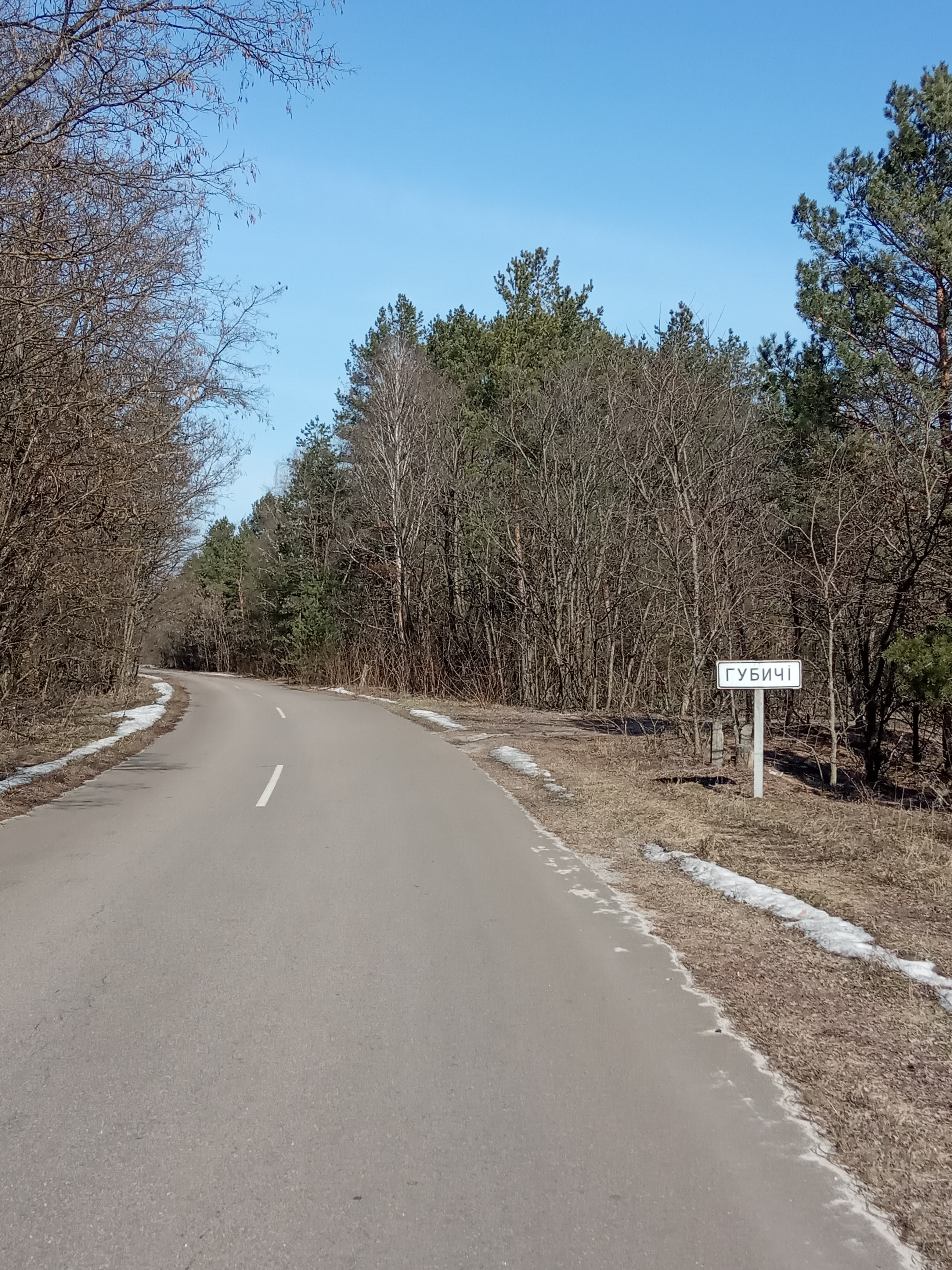
Табличка із назвою села, при в'їзді із боку Любеча
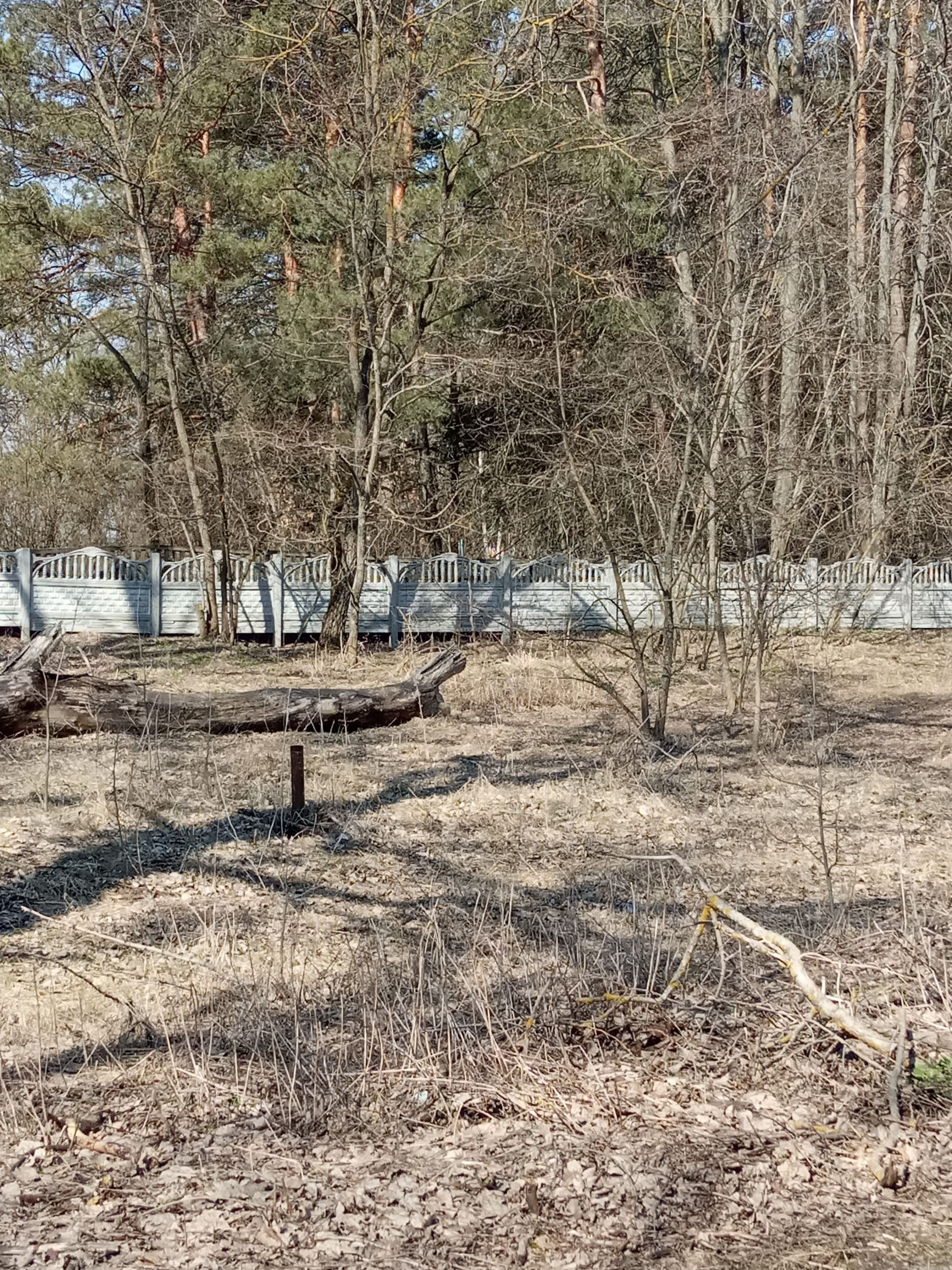
Сільське кладовище
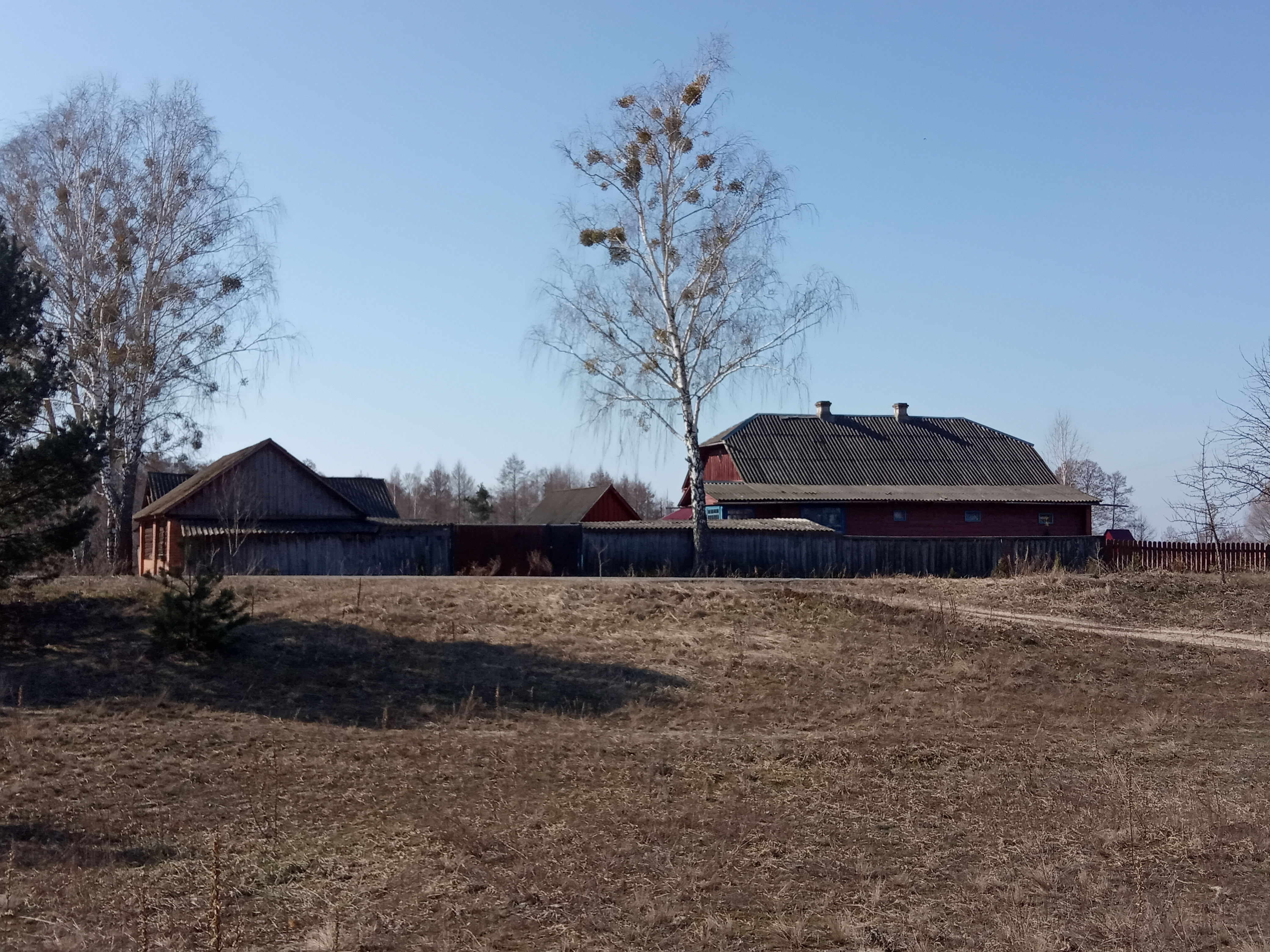
Початок села
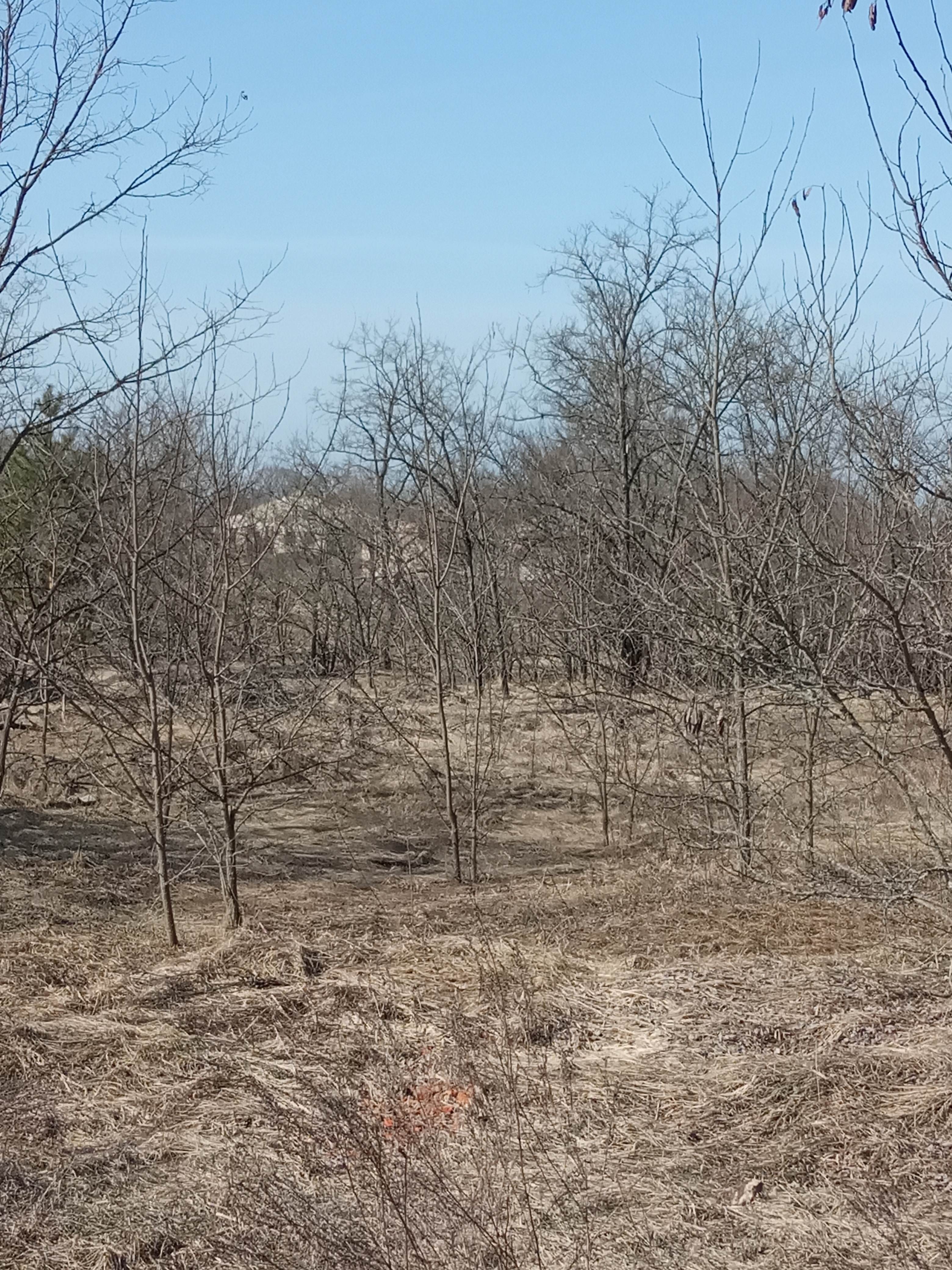
Колишній колгосп
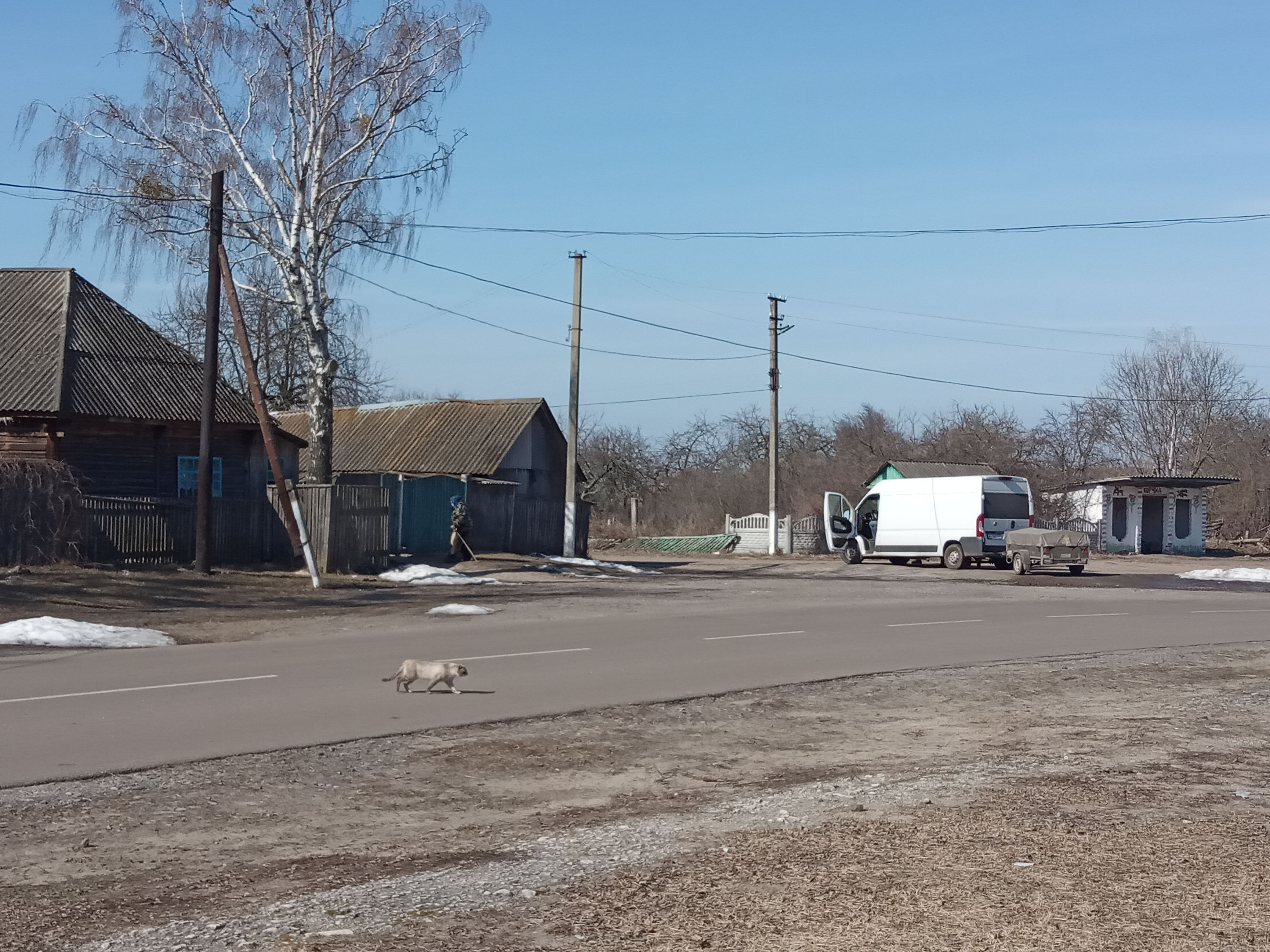
Автобазар у центрі села
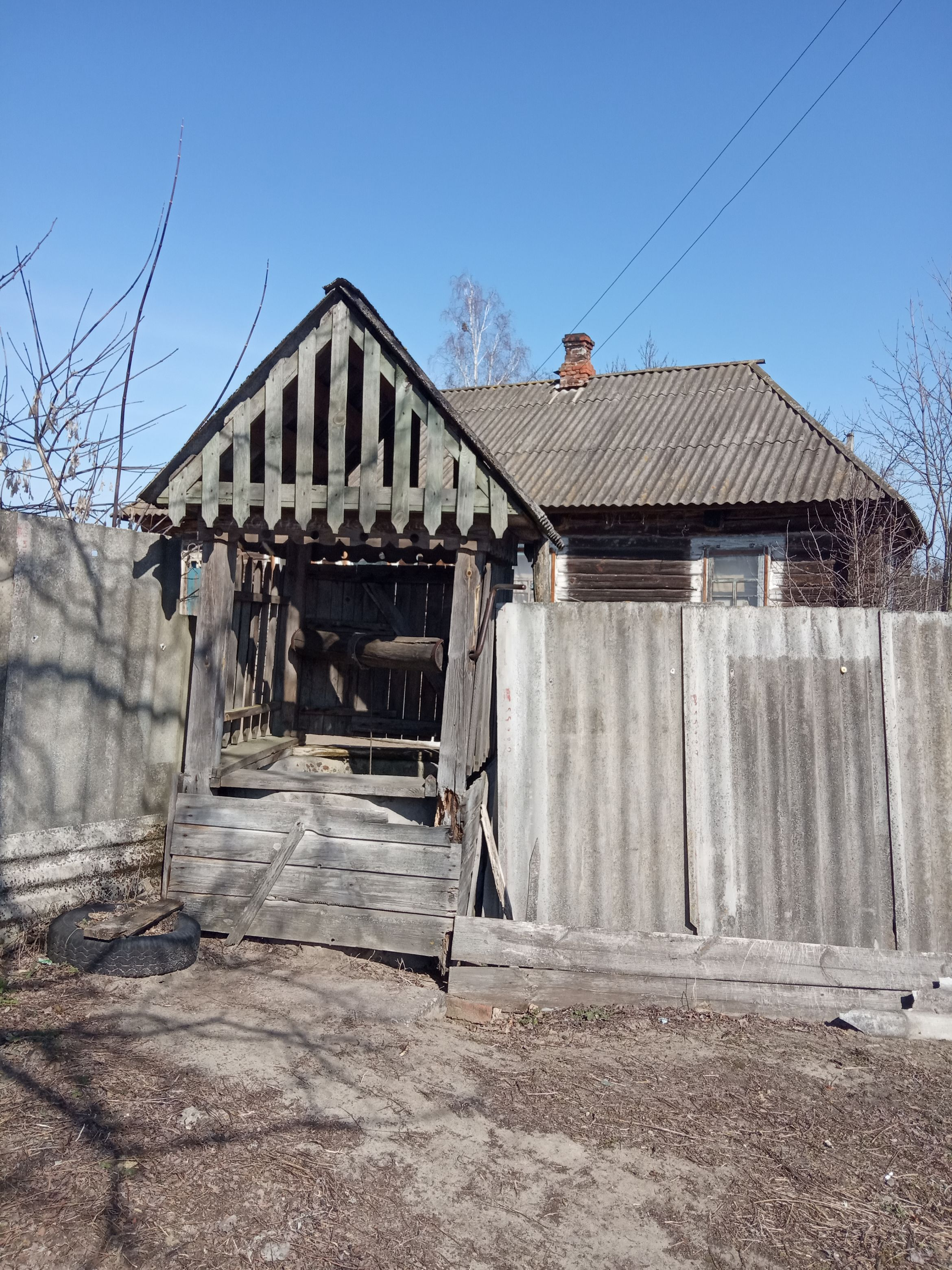
Дерев'яна криниця
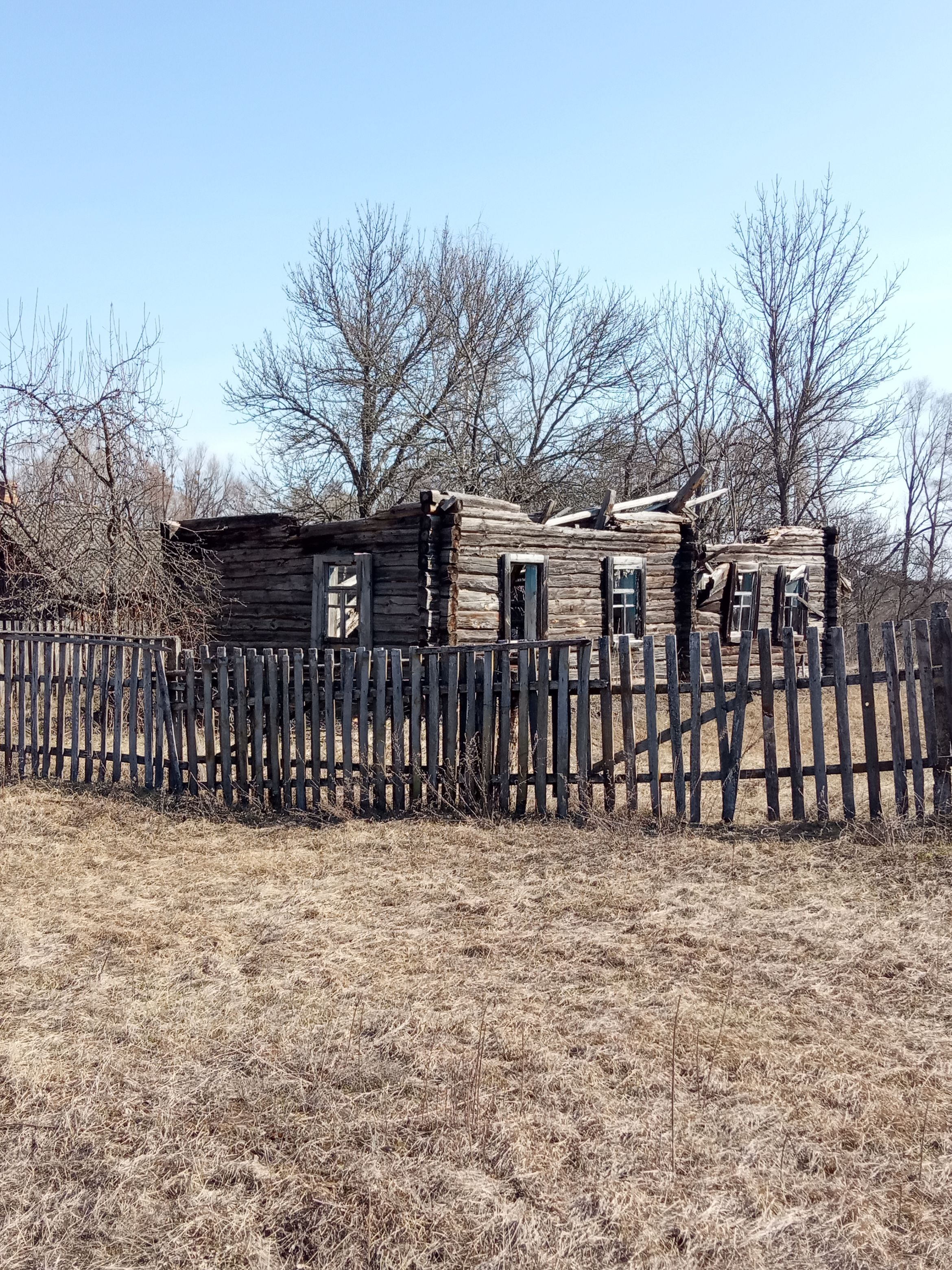
Покинута хата
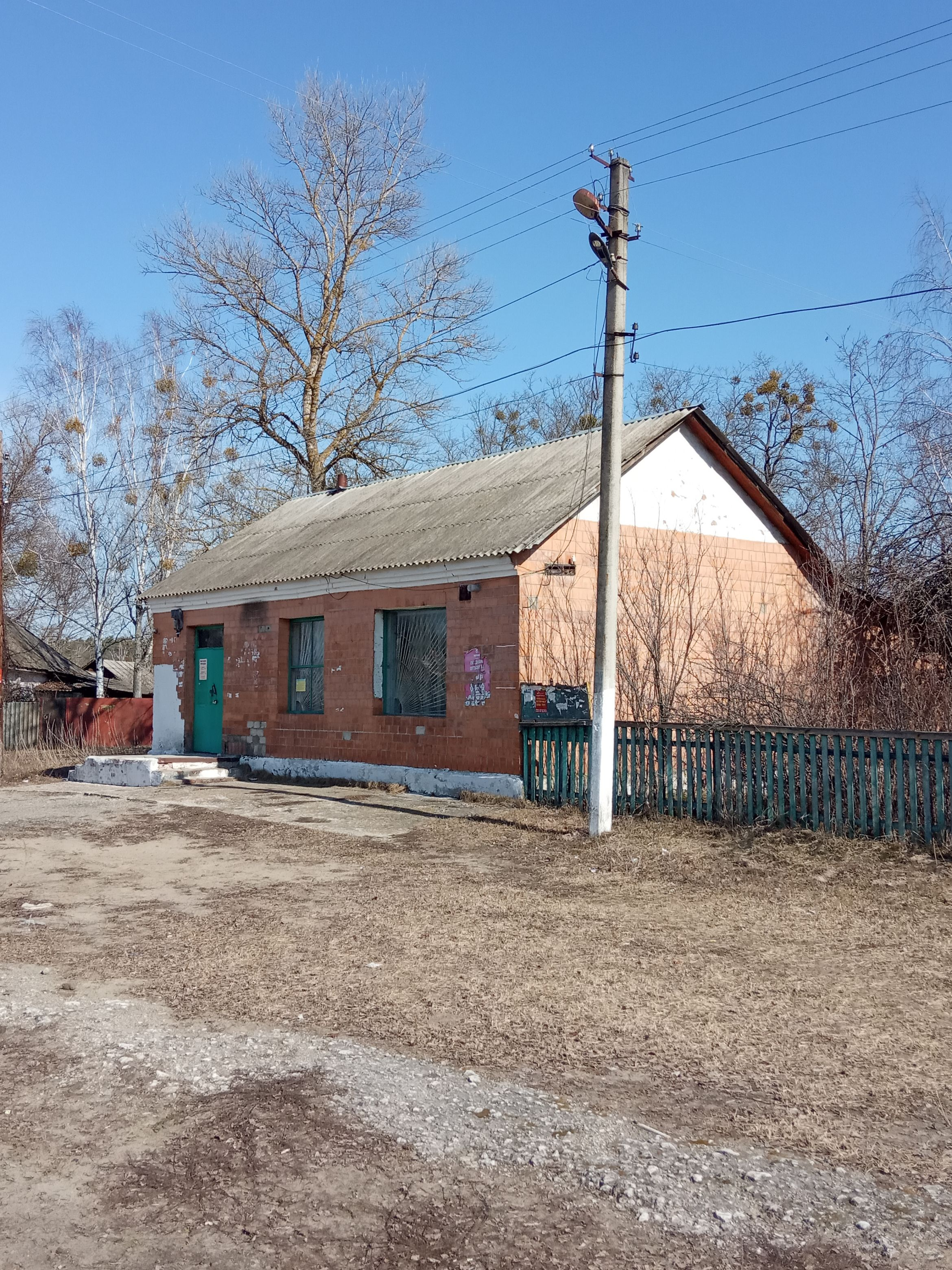
Магазин
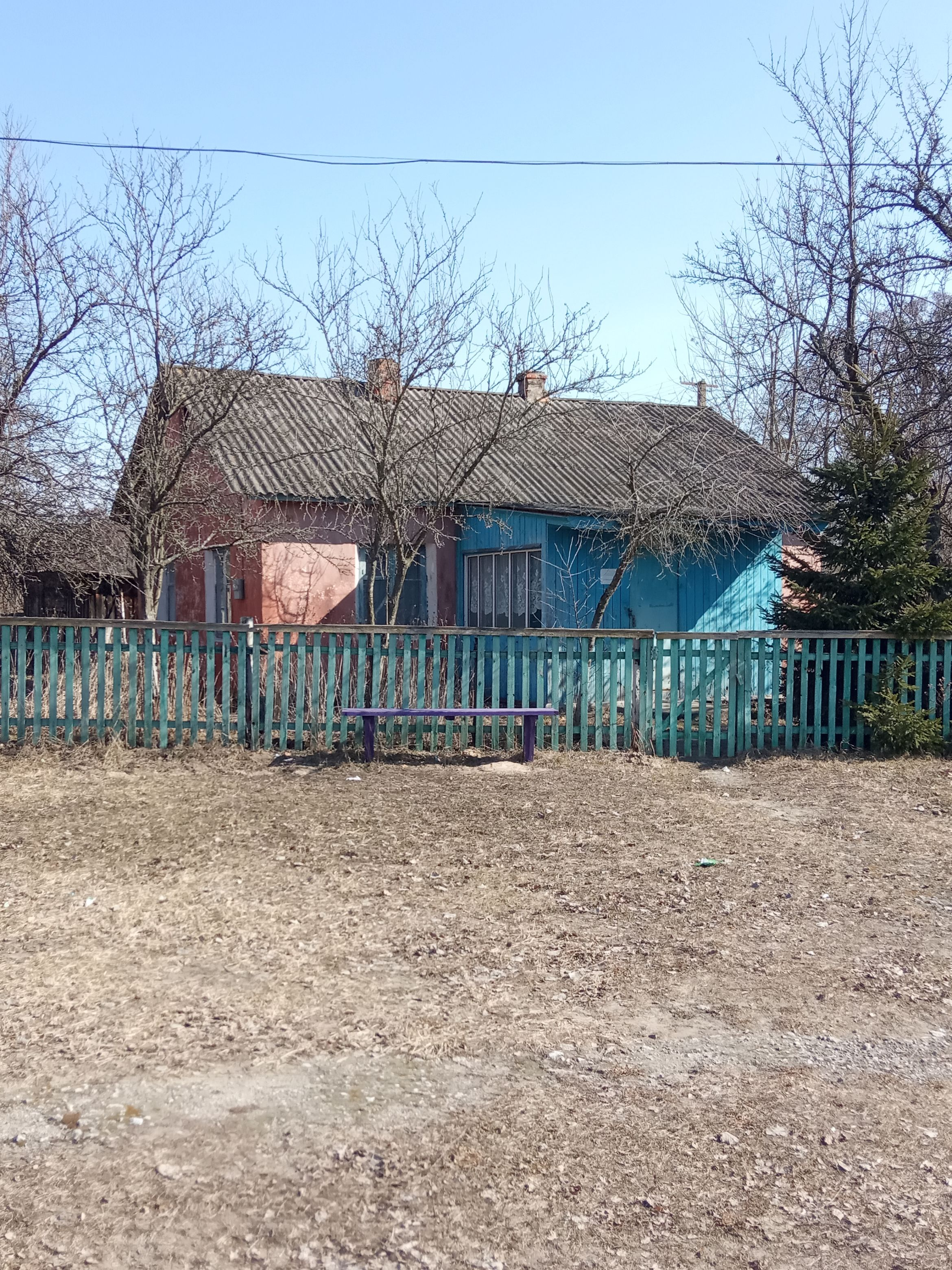
ФАП
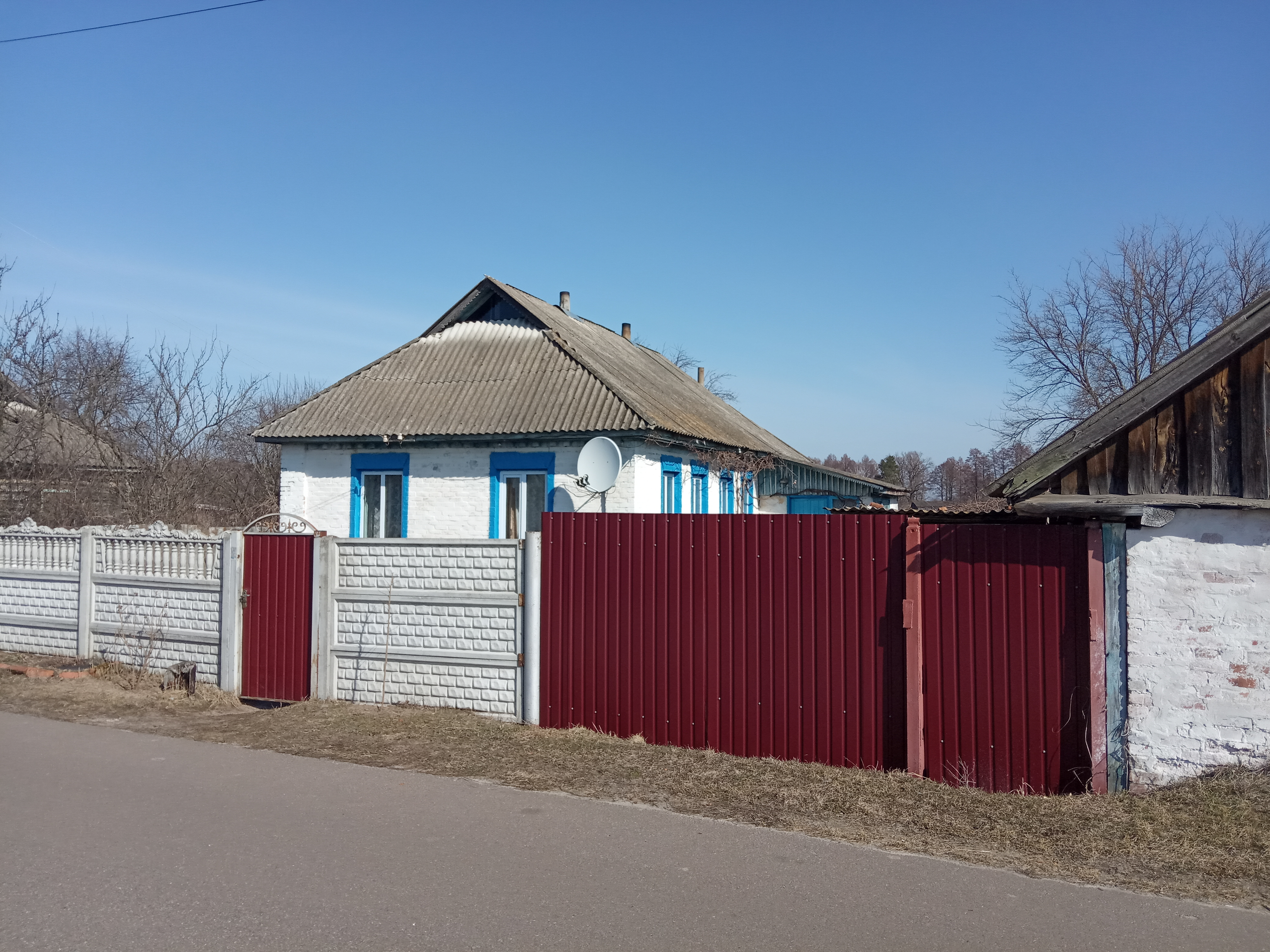
Одна із хат на центральній вулиці
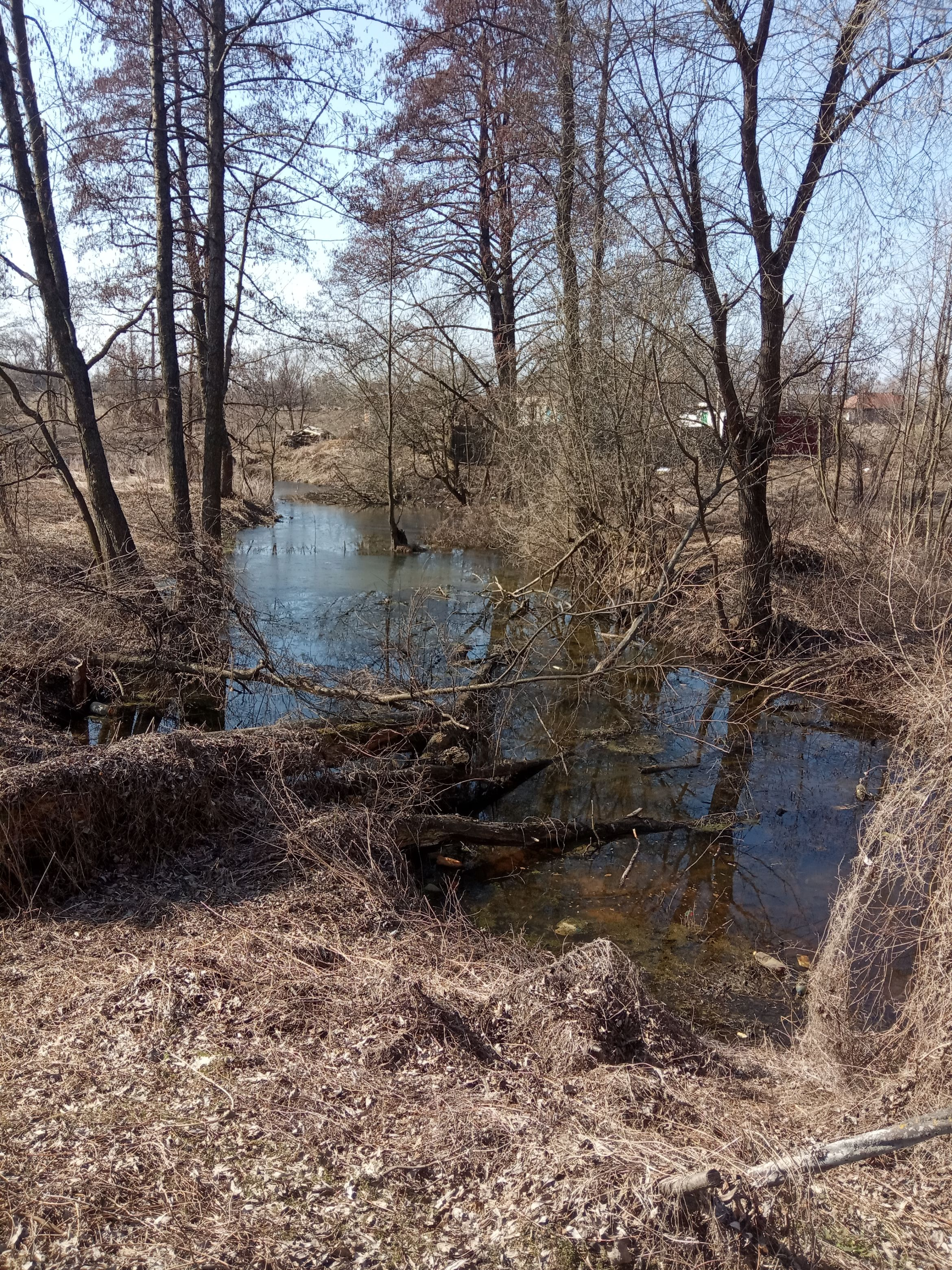
Річка Вертеч
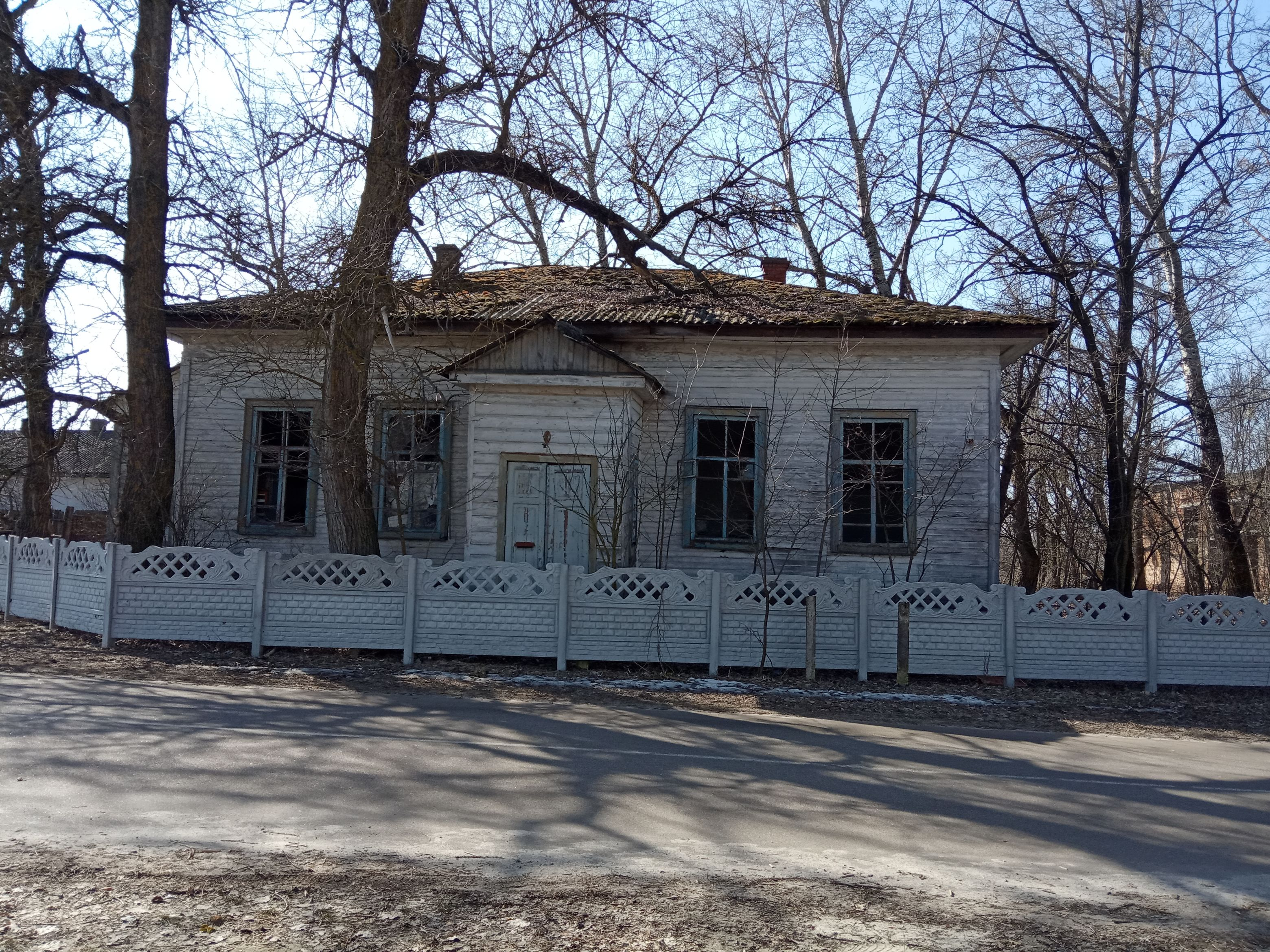
Колишня земська школа
Братська могила воїнів Другої світової війни
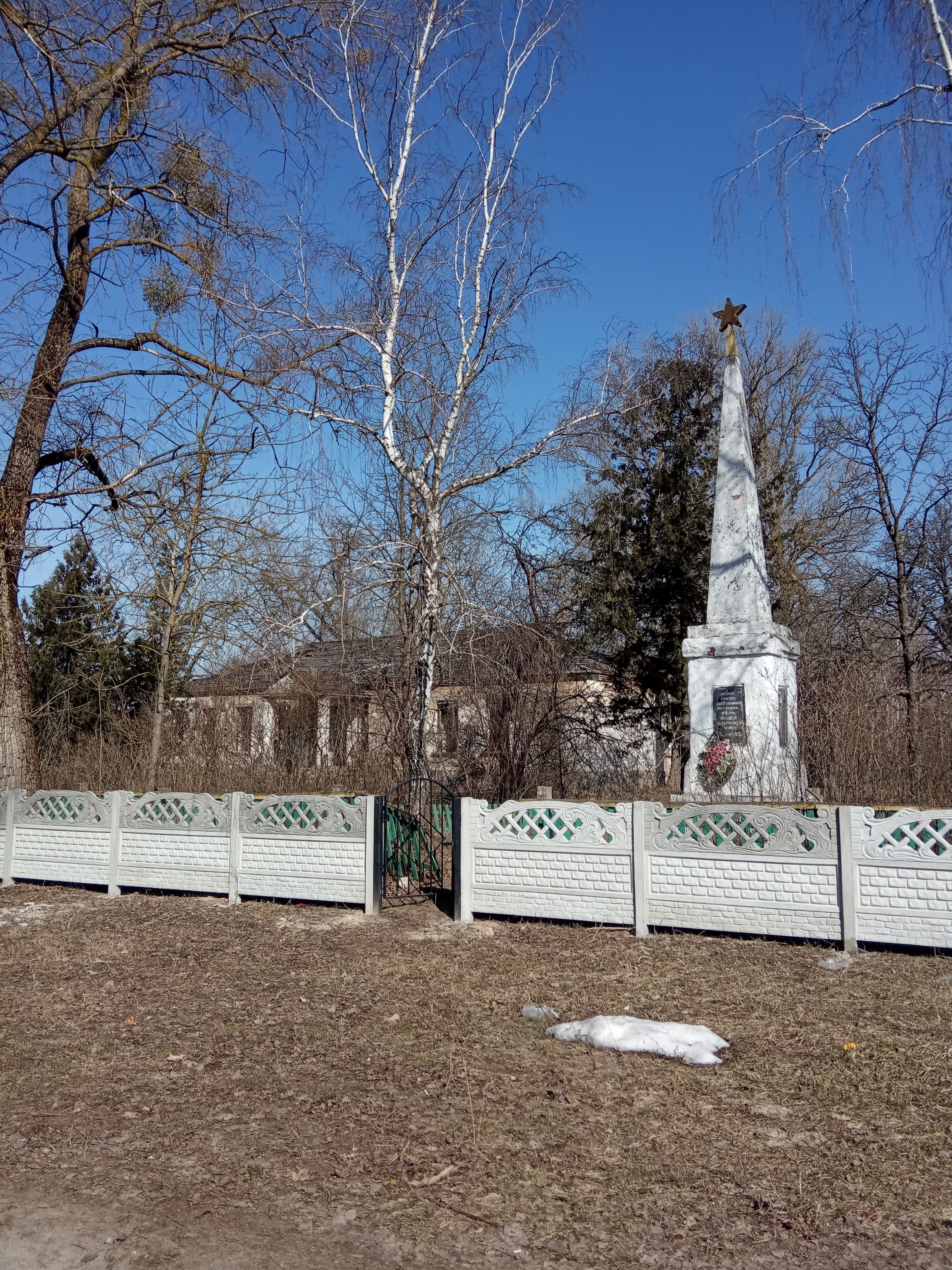
Пам'ятник Воїнам, позаду покинута школа
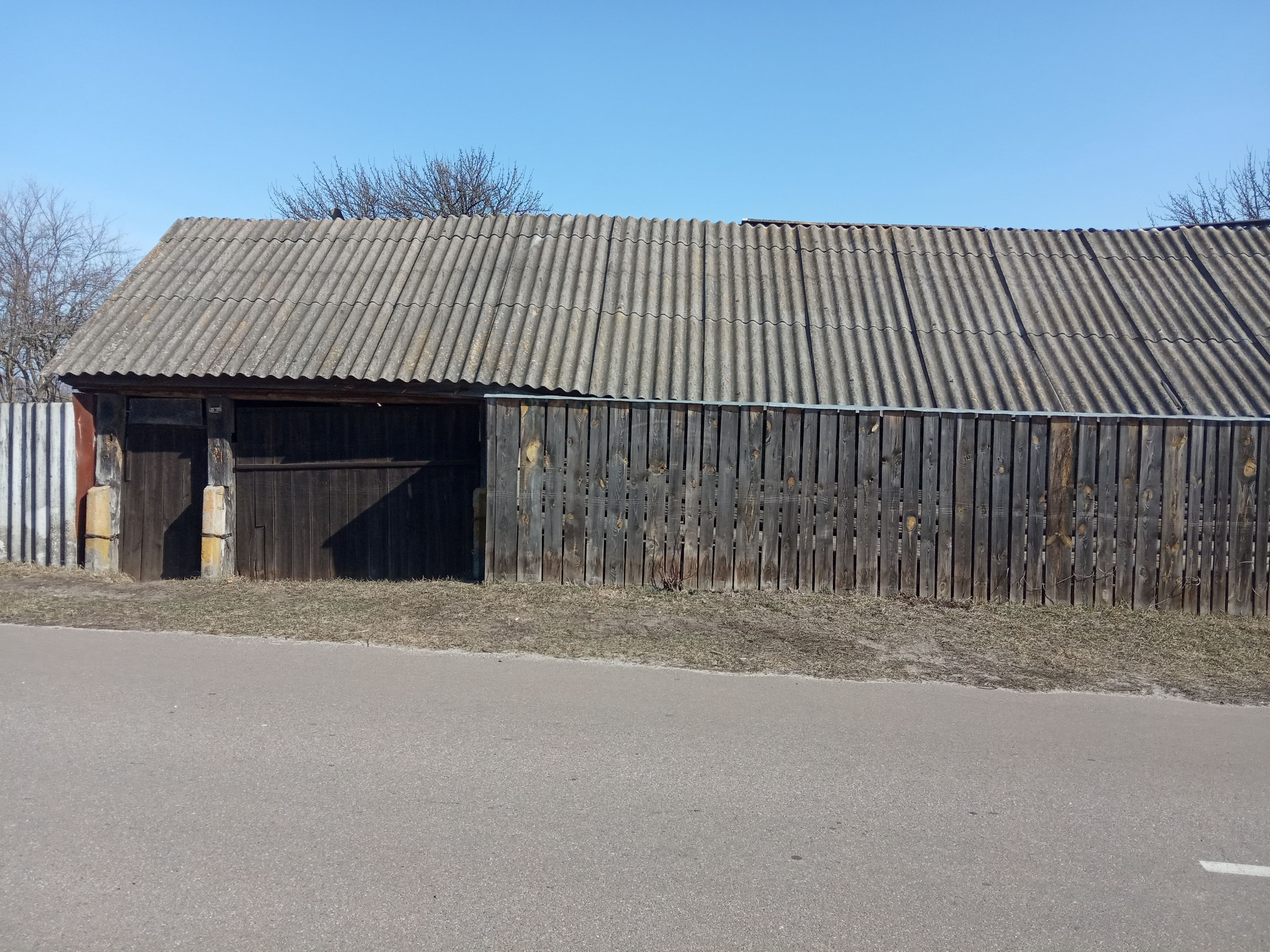
Довгий сарай
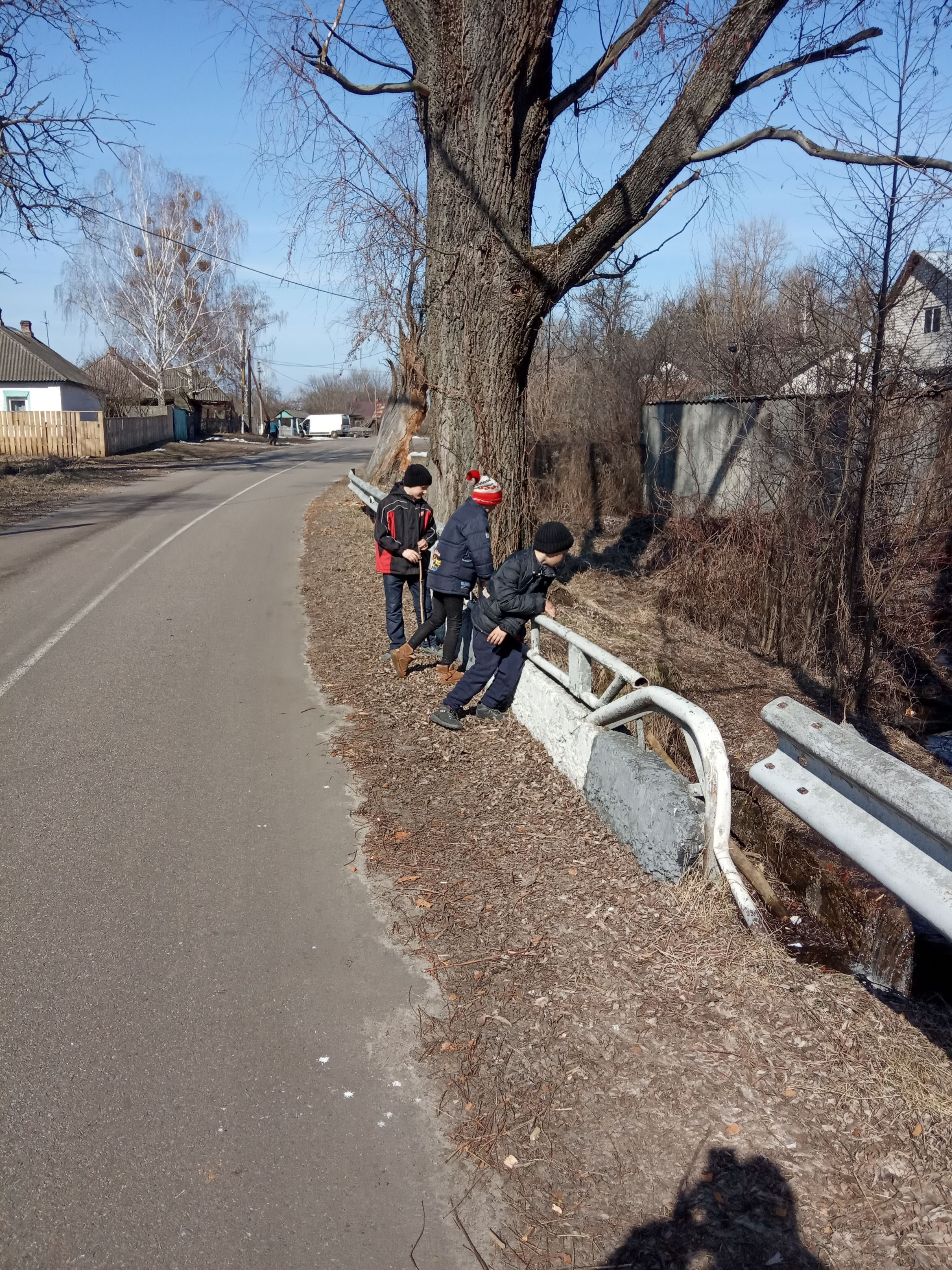
Міст через Вертеч
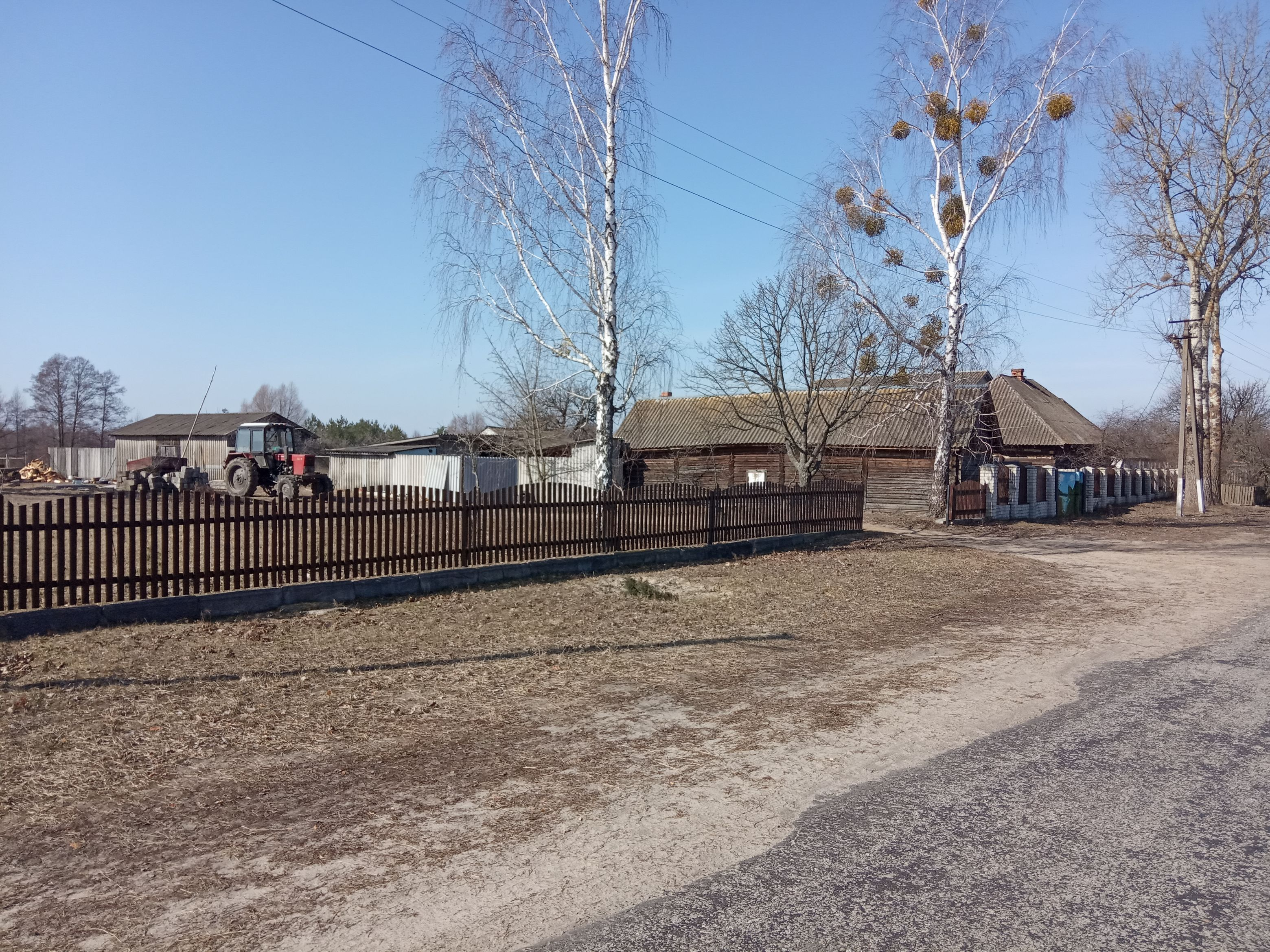
Садиба місцевого господаря із трактором
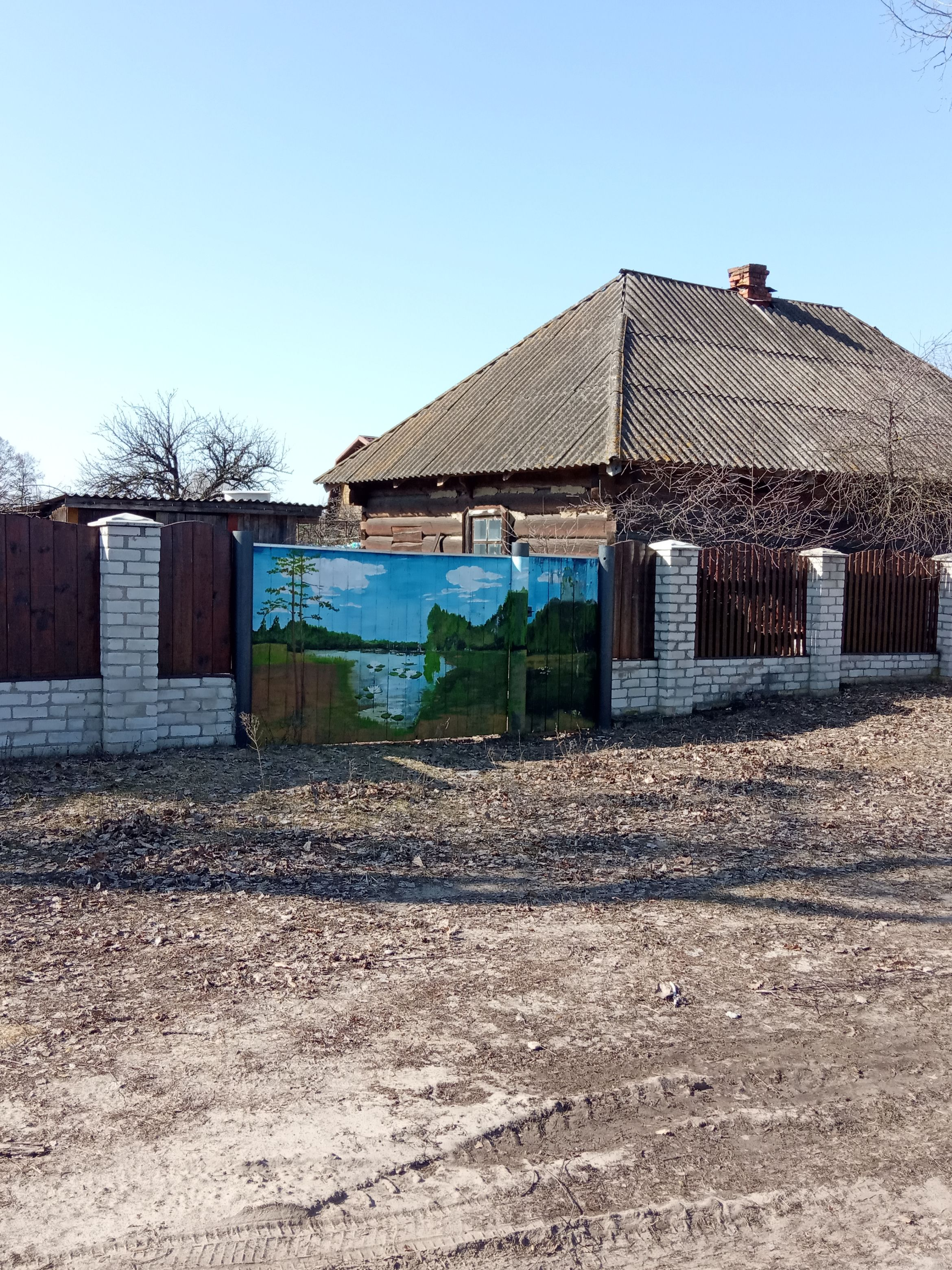
Розмальовані ворота
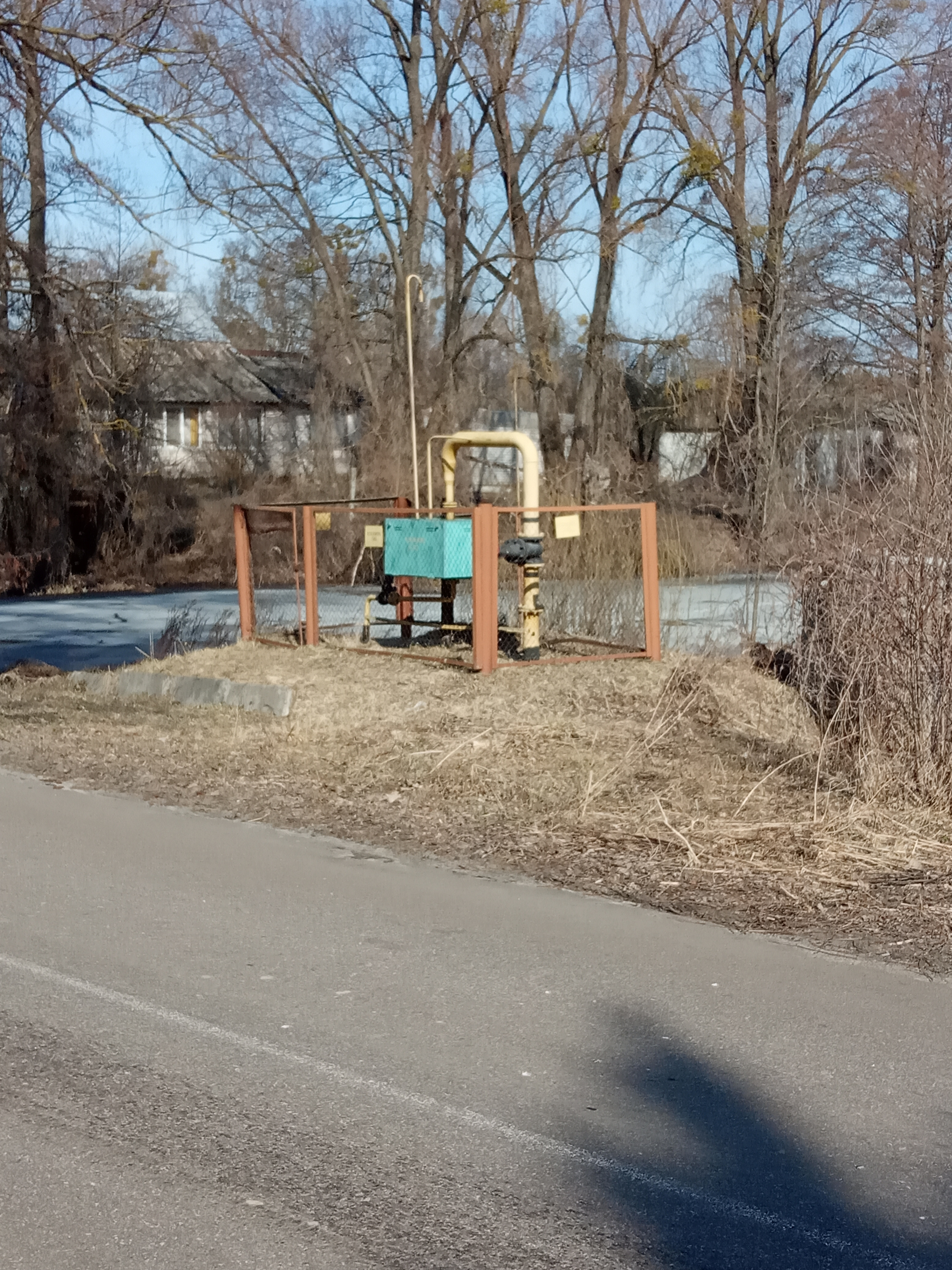
Газове господарство
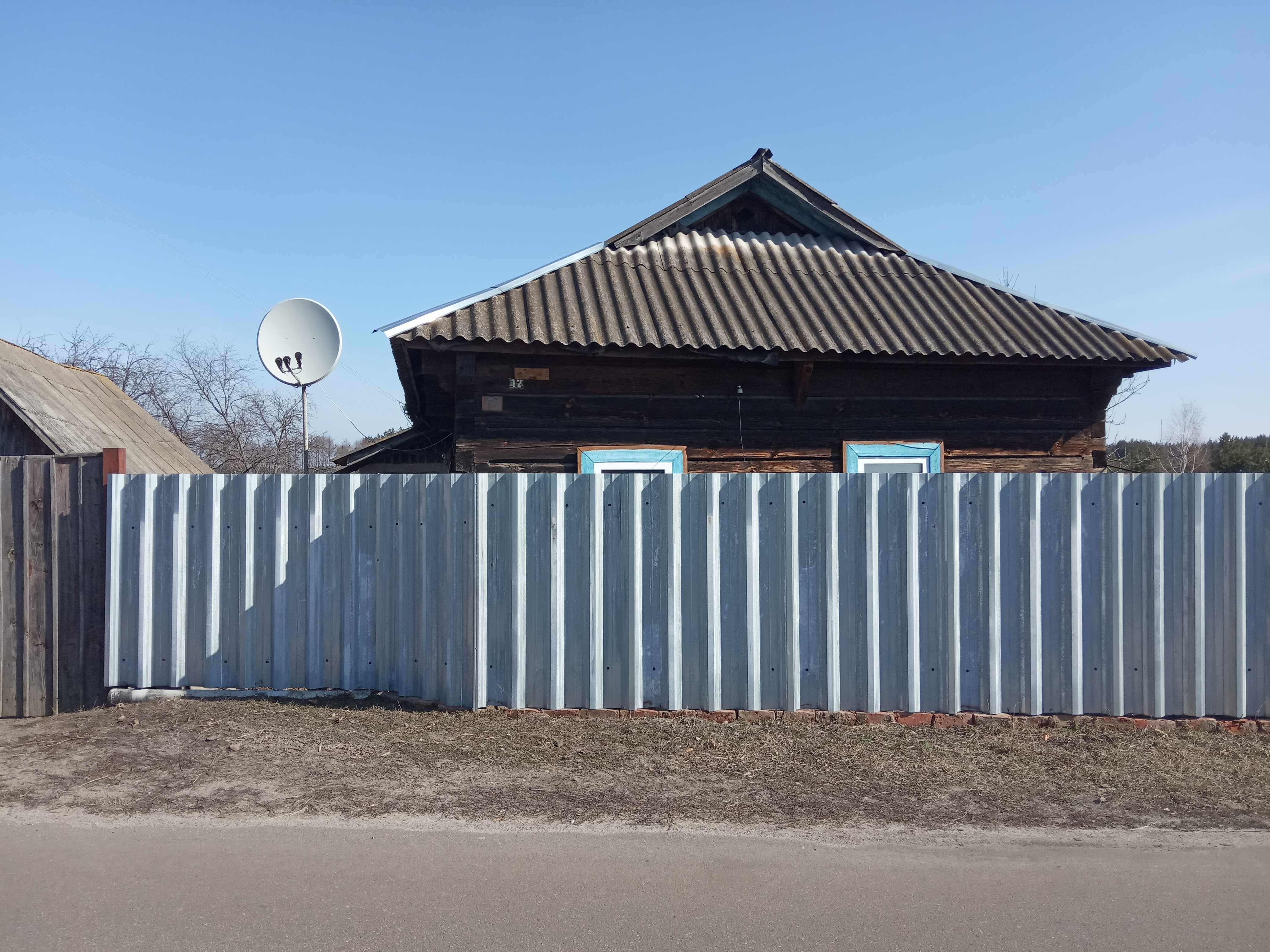
В селі чимало супутникових тарілок, бо село поза межами досяжності українського ефіру
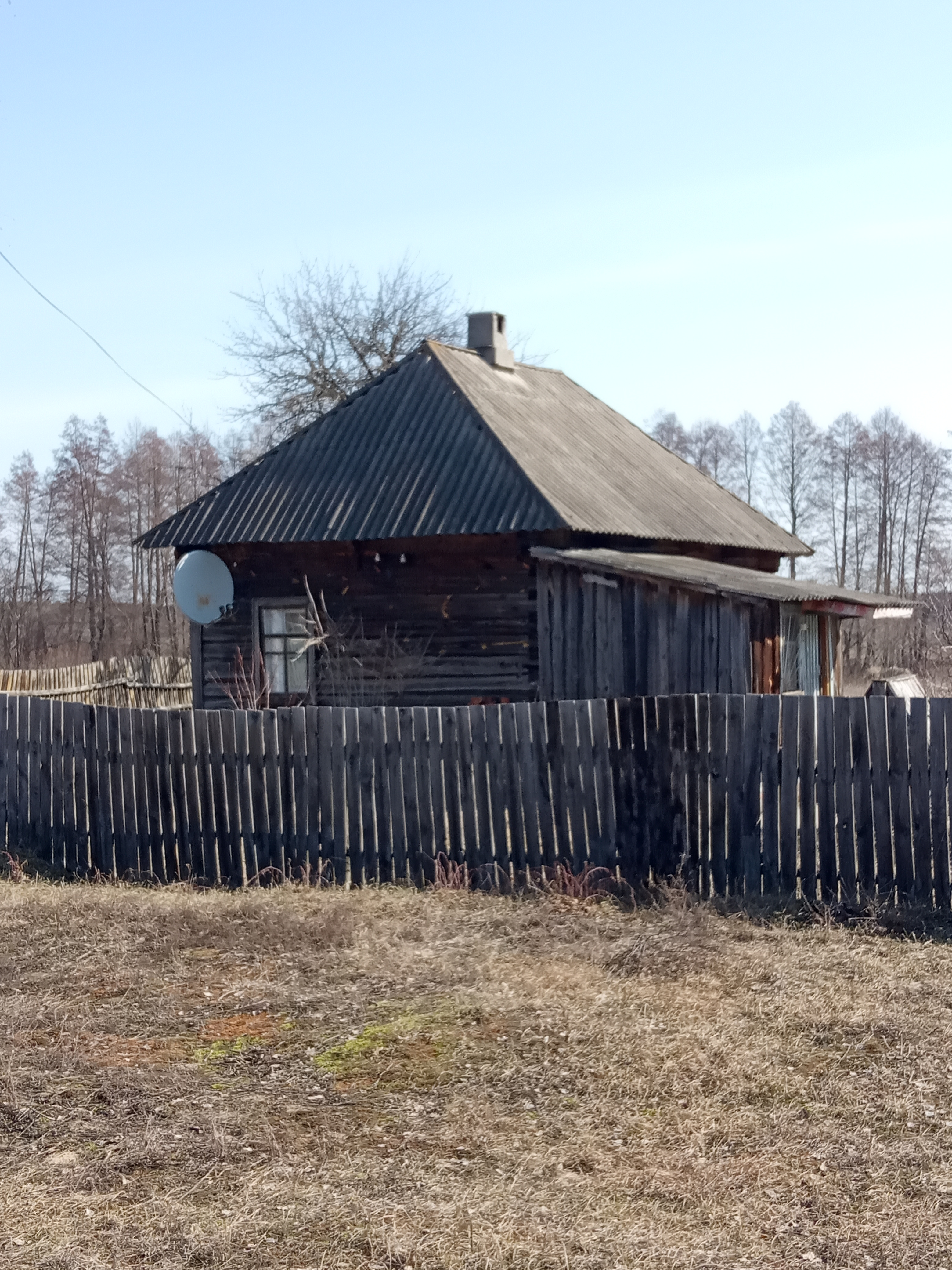
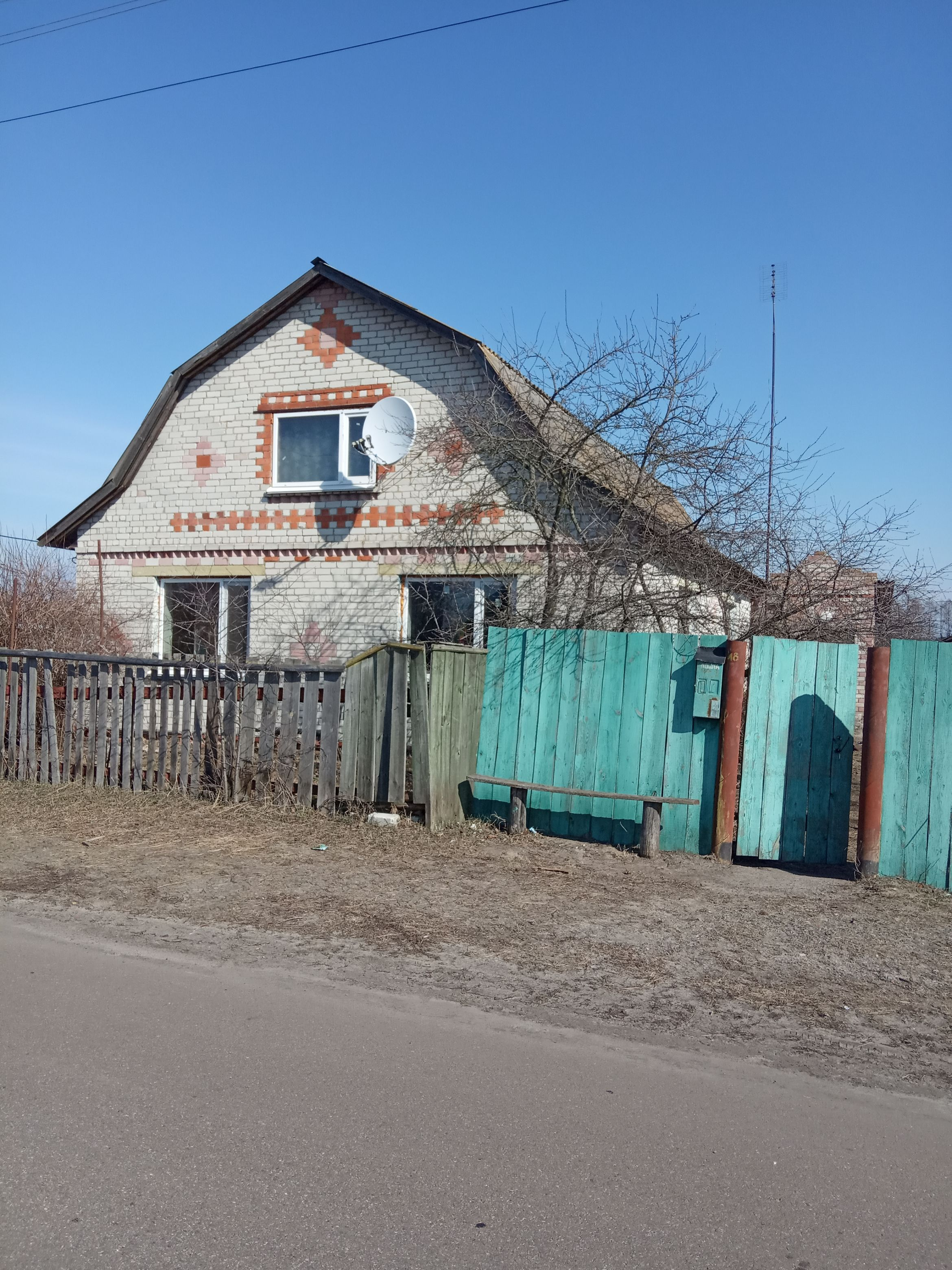
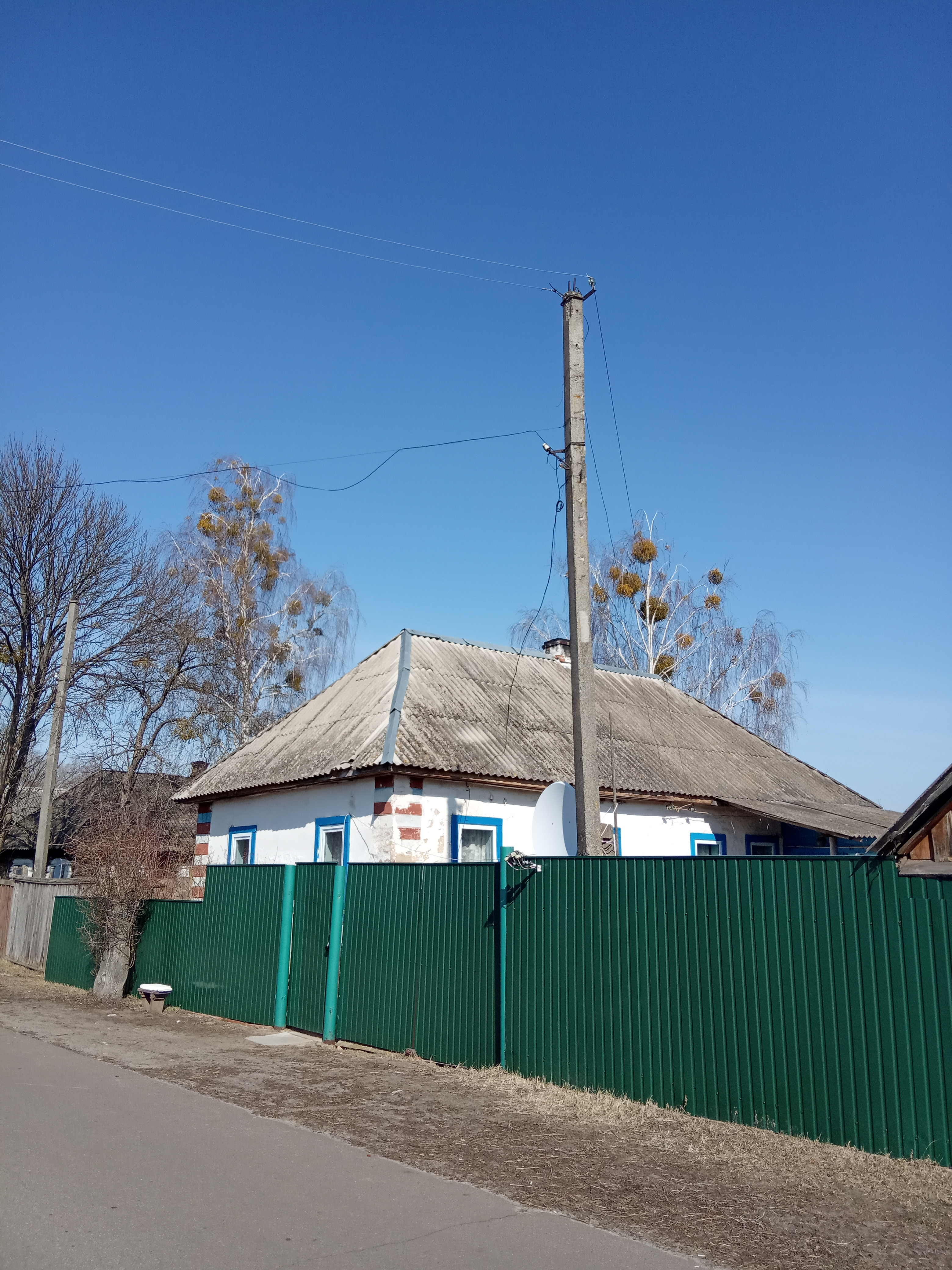
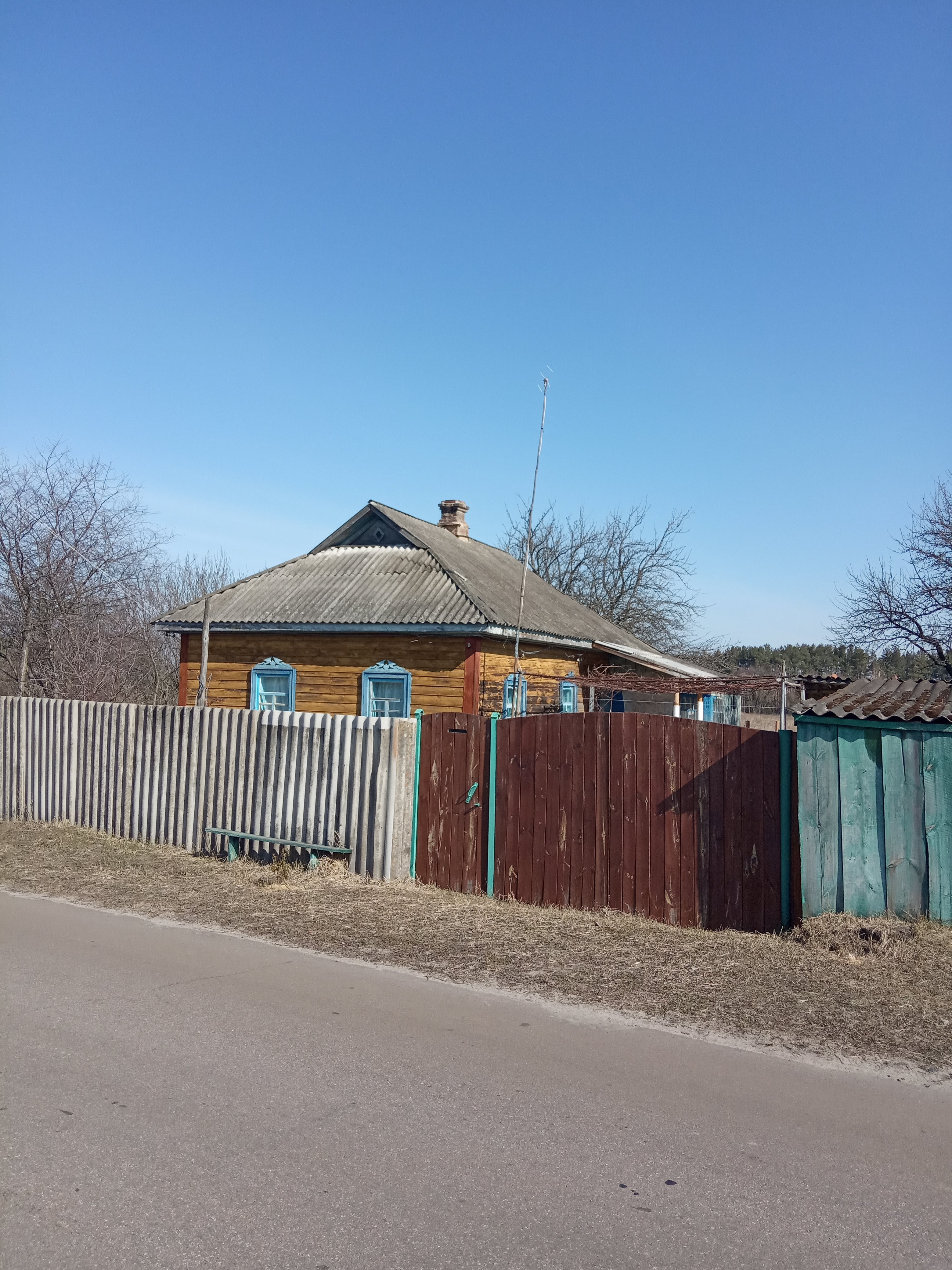
Хата у типових поліських кольорах
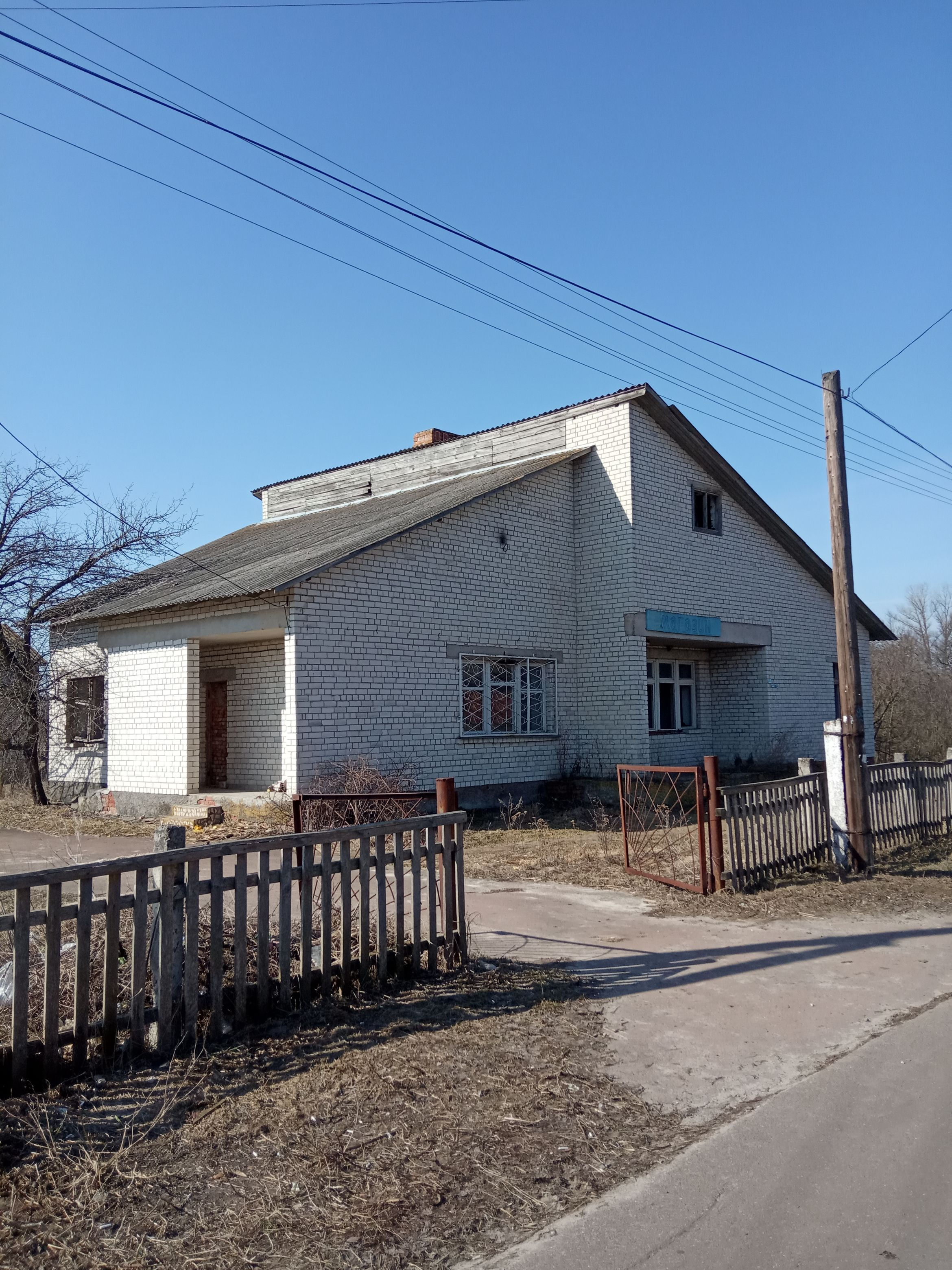
Покинутий магазин
- Відео, на якому показано центр села і автобусну зупинку